# شوک‌درمانی (اقتصاد)
منظور از شوک درمانی (انگلیسی: Shock therapy) در علم اقتصاد رهاکردن قیمت‌ها و نظارت‌های ارزی، حذف یارانه‌های دولتی به طور ناگهانی و تجارت آزاد آنی درون یک کشور است که معمولاً به همراه خصوصی‌سازی گستردهٔ ذخایر سابقاً در مالکیت دولت رخ می‌دهد.
سیاست شوکی را میلتون فریدمن باب کرد. نهایتاً این مفهوم جذب مجموعه نظراتی در زمینهٔ اقتصاد شد که گاهی از آن به نولیبرالیسم یاد می‌شود.
نخستین نمونه از شوک تراپی اصلاحات حامی بازار آزاد در شیلی در ۱۹۷۵ بود که پس از کودتای نظامی توسط آگوستو پینوشه رخ داد و بر اساس آرای لیبرالی متمرکز در دانشگاه شیکاگو انجام شد.
شوک درمانی اقتصادی (به انگلیسی: Economic Shock Therapy) به مجموعه‌ای از سیاست‌های اقتصادی گفته می‌شود که با هدف گذار سریع از اقتصاد کنترل‌شده به اقتصاد بازار آزاد اجرا می‌شوند. این سیاست‌ها معمولاً شامل خصوصی‌سازی گسترده، آزادسازی قیمت‌ها، کاهش نقش دولت، و گشودن اقتصاد به روی بازارهای جهانی‌اند. شوک‌درمانی برخلاف اصلاحات تدریجی، با سرعت و شدت بالا اجرا می‌شود و در دهه‌های پایانی قرن بیستم در چند کشور به کار گرفته شد.

## پیشینه و مفهوم‌شناسی
ایده شوک‌درمانی ریشه در نظریات نئولیبرالیستی دارد و به‌ویژه تحت تأثیر مکتب اقتصادی شیکاگو و اندیشه‌های میلتون فریدمن شکل گرفت. این نظریه‌پردازان معتقد بودند که برای رسیدن به اقتصاد آزاد، باید از مداخلات دولتی به‌سرعت فاصله گرفت و «شوک» به‌عنوان ابزاری برای شکستن ساختارهای قدیمی ضروری است.

## اجزای اصلی شوک‌درمانی
- آزادسازی قیمت‌ها و حذف کنترل‌های دولتی
- خصوصی‌سازی شرکت‌های دولتی
- آزادسازی تجارت خارجی و نرخ ارز
- کاهش یارانه‌ها و سیاست‌های حمایتی
- مقررات‌زدایی و کاهش نقش دولت در اقتصاد[۶][۷]

## موارد شاخص در جهان

### شیلی
در دوران آگوستو پینوشه، تحت تأثیر اقتصاددانان آموزش‌دیده در دانشگاه شیکاگو (ملقب به «پسران شیکاگو»)، سیاست‌های شوک‌درمانی با حمایت ایالات متحده اجرا شد.

### لهستان
در اوایل دهه ۱۹۹۰، لهستان با هدایت اقتصاددانانی چون لسک بالسرُویچ، شوک‌درمانی را برای گذار سریع از اقتصاد سوسیالیستی به بازار آزاد به‌کار گرفت.

### روسیه
در دوران پس از فروپاشی شوروی، روسیه با هدایت یگور گایدار و تحت مشاوره جفری ساکس، سیاست‌هایی شدید از نوع شوک‌درمانی را اجرا کرد که با تورم بالا و نابرابری همراه بود.

### دیگر کشورها
سیاست‌های مشابهی در آرژانتین، کشورهای اروپای شرقی، و برخی کشورهای آفریقایی نیز به اجرا درآمد که نتایج متنوعی به همراه داشتند.

## دیدگاه‌ها و نقدها
موافقان معتقدند شوک‌درمانی توانست اقتصادهای در حال فروپاشی را به سمت رشد و رقابت‌پذیری سوق دهد. اما مخالفان آن را عامل اصلی افزایش فقر، نابرابری، فساد، و رکود اقتصادی در بسیاری از کشورها می‌دانند. اقتصاددانانی مانند جوزف استیگلیتز و نویسندگانی چون نائومی کلاین منتقدان جدی این سیاست‌ها هستند.

## در فرهنگ عمومی
کتاب دکترین شوک نوشته نائومی کلاین، یکی از نقدهای مشهور به سیاست‌های شوک‌درمانی است که به‌طور مفصل به بررسی پیامدهای اجتماعی و سیاسی آن پرداخته است.